# Vidal García Canales
Vidal García Canales (Lampazos de Naranjo, Nuevo León, 29 de mayo de 1915) es un Escritor mexicano

## Biografía
De niño vivía con sus padres los cuales se dedicaban a la fabricación de la materia prima para el jabón, principalmente su padre Francisco García que aprendió de su abuelo Don Benito García. Vidal García Canales sólo alcanzó terminar el 4.º año de primaria obteniendo así su certificado y terminando su vida educativa hasta ese punto. A los 13 años comenzó a cuidar cabras y a pastorear, y se mantuvo 18 años en ese trabajo.
Ya a sus 31 años, unos hombres le ayudaron a salir del ambiente donde se encontraba, para llevarlo a Matamoros, donde consiguió un trabajo humilde pero estable, el cual consistió primero en ser conserje y después velador de las oficinas del estado que pertenecían al sector camino (Secretaría de Caminos y transporte) donde duró 40 años desde 1947 hasta el 1987 donde obtuvo su pensión.
Cerca de 25 años después de la salida de su tierra natal, Vidal García encontrándose en Matamoros con su esposa e hijos en la primavera de 1971 recibió del Gran Arquitecto del Universo la divina inspiración como humilde compositor y en virtud de que tiene espíritu de agradecimiento, donde compuso los siguientes humildes versos a los masones por haberlo ayudado a salir del ambiente campirano en que se encontraba.
En 1987 por causa de problemas conyugales, se separó de su mujer temporalmente en la inteligencia de frecuentarse de vez en cuando pero cada uno viviendo por su cuenta.
En el mismo año, se regresó a su tierra natal en donde se dedicó a restaurar una casa que le dejaron sus padres.
En 1990 por la invitación del DIF de Lampazos asistió a las reuniones de ahí mismo, para tratar asuntos de relevancia que persistían en el lugar y que acontecían, tratando de buscar una solución.
El 12 de noviembre de 1998 se festejó el 300 aniversario de Lampazos Nuevo León desde que se fundó, y a raíz de eso, la presidencia municipal organizó un festejo y contrató a maestros pensionados para que impartieran pláticas y conferencias sobre la historia y cultura de Lampazos; La UANL (Universidad Autónoma de Nuevo León) también participó en el día festivo y fue con el interés de estudiar todo lo que se fuera posible sobre Lampazos.
Esta casa de estudios mandó a Lampazos al profesor Jorge Segura Gómez a entrevistar a los organizadores, integrantes, pobladores, etc. del evento en Lampazos, en los que entre ellos se encontraba el señor Vidal García Canales.
El profesor entrevistador, frecuentó varias veces al Señor Vidal García en su casa y le hizo algunas preguntas como las siguientes:
Primeramente le pidió sus datos personales y después le preguntó que si no conocía algunos lugares, edificios o casas en Lampazos que tengan alguna historia que dejó huella, etc. A que se dedicaban sus padres y abuelos, primeramente les preguntó que si los conocía en persona a sus abuelos, pero Don Vidal afirmó que mentiría si dijera que sí; también le preguntaron si no conocía alguna brujería de lugar o tesoros enterrados, entre otras cosas, le preguntaron que como fue su niñez, como se divertía, etc. Para finalizar el maestro entrevistador le tomó varias fotos, unas de medio cuerpo y otras de cuerpo completo.
Todo el material que le proporcionó don Vidal García Canales al entrevistador fue grabado en cintas para no olvidar lo que dijo en aquellos momentos. Con aquel material que se consiguió de toda la investigación, con la ayuda de la hija del señor Vidal García llamada Beatriz García Rivera, se realizó la creación de un libro para formar parte de las compilaciones de la UANL. Otro de los personajes que intervienen en este asunto de la elaboración del libro fue el distinguido profesor ya desaparecido Celso Garza Guajardo, quien en ese tiempo era el jefe del Centro de Información de Historia Regional, en la senda de San Pedro ZuaZua, que es una propiedad del a UANL.
De parte de la UANL recibió dos reconocimientos, el primero se llama “Vidal García Canales, cronista anónimo en Historia Popular” y el siguiente reconocimiento se llama “Reconocimiento a Vidal García Canales como escritor y narrador”.
El libro editado por la Universidad se llama “Remembranzas Lampacenses” que salió a la luz en diciembre de 1998, cuando terminaron las fiestas de Lampazos en su 300 aniversario (Remembranzas de Lampazos).
Ya con el tiempo, su hija Beatriz García Rivera, decidió por su cuenta realizar una segunda edición de este libro, donde ella se hizo responsable de los gastos y los complementos que le aplicó a este libro.
Vidal García Canales, reconocido por su gran inteligencia y por su gran interés voluntario al aprendizaje de nuevos conocimientos y además con una gran capacidad de expresión y sus obras, donde él se considera un hombre humilde, pero que llegó a ser muy grande.
- Datos: Q6161701